# Сихарулидзе, Автандил Тамазович
Автандил Сихарулидзе (груз. სიხარულიძე ავთანდილ; род. 14 ноября 1975, Батуми) — грузинский футболист, игравший на позиции полузащитника.

## Биография
В 1992 году дебютировал на профессиональном уровне за батумское «Динамо», носившее в то время название «Батуми». В 1994 перешёл в «Гурию» (Ланчхути), а в следующем году защищал цвета «Самтредии».
В 1997 году переехал в Украину и подписал контракт с тогдашним представителем высшей лиги — тернопольской «Нивой». В новой команде дебютировал 9 июля 1997 в домашнем поединке 1-го тура высшей лиги против симферопольской «Таврии». Автандил вышел на поле на 78-й минуте, заменив Сергея Турянского. Дебютным голом за тернопольскую команду отличился 24 июля 1999 на 72-й минуте выездного поединка 4-го тура высшей лиги против кировоградской «Звезды». Сихарулидзе вышел на поле на 46-й минуте, заменив Сергея Кривого.
В футболке «Нивы» выступал до 2000 года. За это время сыграл 33 матча и отметился 3 голами, а также 5 матчей (1 гол) сыграл в Кубке Украины. В сезоне 1997/98 годов выступал на правах аренды в «Кристалле». 31 июля 1997 дебютировал за чортковский клуб в домашнем поединке 1-го тура группы А второй лиги Украины против киевского «Динамо-3». Автандил вышел на поле в стартовом составе и отыграл весь поединок, а на 65-й минуте отличился дебютным голом за «Кристалл». За чортковский клуб сыграл 5 матчей и отметился 2 голами.
О дальнейшей карьере Сихарулидзе известно немного. В сезоне 2002/03 он защищал цвета «Динамо» (Батуми), а в сезоне 2003/04 — «Ботева» (Пловдив) из высшего дивизиона Болгарии.